# Gonioskopija
Gonioskopija je pregled koja omogućuje ispitivaču pregled iridokornealnog kuta ili sobičnog kuta (kut koji zatvaraju rožnica i šarenica) oka, a koristi indirektne rožnične leće (gonioleće) u kombinaciji s biomikroskopom. 
Važnost ovog pregleda je u dijagnozi i pračenju raznih stanja oka povezanih ponajprije s glaukomom.
Način pretrage ovisi o vrsti leće koja se koristi:
- Koeppe-ova direktna gonioleća
- Goldmann-ova indirektna gonioleća
- Zeiss-ova indirektna leća

Pretraga kuta otkriva nekoliko podataka:
- Širina iridokornealnog kuta (široki kut, srednješiroki kut, uži kut, uski kut, zatvoreni kut) - što ovisi o broju vidljivih strukutra (više struktura vidljivih, širi kut)
- Postojanje prednje sinehije - sraštenje šarenice s iridokornealnim kutom ili okolnim strukturama. Pritiskom leće na oko možemo povećati introkularni pritisak u prednjoj sobici oka što dovodi do mehaničkog otvaranja kuta što nam omogućava bolje pregled i razumijevanje procesa u samom kutu.
- pigmentaciju iridokornealnog kuta